# Jørgen Marcussen
Jørgen Marcussen (Hillerød, 15 mei 1950) is een voormalig Deense wielrenner. Hij was profrenner van 1976 tot en met 1989. Hij reed bijna zijn gehele carrière voor Italiaanse wielerteams uitgezonderd een paar jaar waaronder in 1978 reed hij voor een Belgisch wielerteam. Hij behaalde in zijn carrière twee overwinningen en werd in 1978 derde op het WK op de weg voor elite. Marcussen is getrouwd met oud-wielrenster Karina Skibby.

## Belangrijkste overwinningen
1973
- GP Ezio del Rosso

1975
- Eindklassement Grand Prix Willem Tell

1986
- Trofeo Matteotti
- 4e etappe Post Danmark Rundt

## Resultaten in voornaamste wedstrijden
| Jaar | Ronde van Italië | Ronde van Frankrijk | Ronde van Spanje |
| ---- | ---------------- | ------------------- | ---------------- |
| 1976 | 37e              |                     |                  |
| 1977 | 88e              |                     |                  |
| 1978 |                  |                     |                  |
| 1979 | opgave           | opgave              |                  |
| 1980 | 33e (1)          |                     |                  |
| 1981 | 17e              |                     | 4e               |
| 1982 | 32e              |                     |                  |
| 1983 |                  |                     |                  |
| 1985 |                  |                     |                  |
| 1986 |                  |                     |                  |

| Jaar | Milaan-San Remo | Parijs-Roubaix | Luik-Bast.‑Luik | Ronde van Lombardije | Waalse Pijl |  | WK op de weg |  | Wereldranglijsten |
| ---- | --------------- | -------------- | --------------- | -------------------- | ----------- |  | ------------ |  | ----------------- |
| 1976 |                 |                |                 |                      |             |  | 17e          |  |                   |
| 1977 | 65e             |                |                 |                      |             |  | 27e          |  |                   |
| 1978 | 137e            | 38e            | 40e             |                      | 51e         |  | ↑            |  | 34e (SPP)         |
| 1979 | 95e             |                |                 |                      |             |  | 39e          |  |                   |
| 1980 | 116e            |                |                 |                      |             |  | 8e           |  |                   |
| 1981 |                 |                |                 |                      |             |  |              |  |                   |
| 1982 |                 |                |                 |                      |             |  | 13e          |  |                   |
| 1983 |                 |                |                 |                      |             |  | 34e          |  |                   |
| 1985 |                 |                |                 |                      |             |  | 23e          |  |                   |
| 1986 |                 |                |                 | 30e                  |             |  | 38e          |  |                   |

## Ploegen
- 1976 - Furzi-Vibor
- 1977 - Vibor
- 1978 - Avia-Groene Leeuw
- 1979 - Magniflex-Famcucine
- 1980 - Bianchi - Piaggio
- 1981 - Inoxpran
- 1982 - Termolan
- 1983 - Pinarello
- 1984 - Dromedario
- 1985 - Baunsöe-Peugeot
- 1986 - Murella-Fanini
- 1987 - Pepsi Cola-Alba Cucine
- 1988 - Pepsi Cola-Fanini tot 15-07
- 1988 - Fanini-Seven Up vanaf 15-07
- 1989 - Eurocar-Vetta-Galli
- 1989 - Pepsi Cola-Alba Cucine